# قصب السكر الخادع
قصب السكر الخادع (الاسم العلمي: Saccharum fallax) هو نوع من النباتات يتبع جنس قصب السكر من الفصيلة النجيلية.